# Giovanni Pierluigi da Palestrina
Giovanni Pierluigi da Palestrina (Palestrina, 1525 – Roma, 2 febbraio 1594) è stato un compositore e organista italiano, tra i più importanti del Rinascimento europeo.
Fu considerato tra i massimi compositori appartenenti alla scuola romana del XVI secolo e ritenuto modello ideale per la composizione polifonica sacra per aver saputo magistralmente conciliare quella che era la funzione propriamente sacra della musica cattolica con gli aspetti più apertamente estetici.

## Biografia
Giovanni Pierluigi (o, in latino, Johannes Petraloysius) nacque  a Palestrina, vicino Roma; il padre si chiamava Sante e la nonna Jacobella, che lo cita nel suo testamento datato ottobre 1527 e che costituisce il primo documento dove è nominato. L'anno di nascita del compositore è stato proposto sulla base di un elogio commemorativo scritto da un giovane contemporaneo, Melchiorre Major, nel quale si affermava che al momento della morte Palestrina aveva 69 anni.
Giovanni visse la maggior parte della sua vita a Roma, dove probabilmente si trovava già da fanciullo; un documento del 1537 riporta infatti il nome di «Joannem da Palestrina» tra i "putti" cantori della basilica di Santa Maria Maggiore. I maestri allora in carica erano un certo Robert e i francesi Robin Mallapert e  Lebel.
Il futuro compositore ebbe il suo primo incarico come organista della cattedrale di S. Agapito a Palestrina nel 1544; gli obblighi di questo contratto gli imponevano anche di insegnare il canto ai canonici e ai bambini cantori.
Il 12 giugno 1547 si sposò con Lucrezia Gori, da cui avrà i figli Rodolfo (1549–1572), Angelo (1551–1575) e Iginio (1558–1610).
Nel 1551 il vescovo di Palestrina Giovanni Maria del Monte fu eletto papa e nel mese di settembre Giovanni diventò magister cappellae della Cappella Giulia così come risulta dai libri censuali "D. Ioanni praenestino magistro cappelle Sc.6", succedendo al magister Robin Mallapert, e così fino al 1554 (mancano poi i libri censuali dal 1555 al 1557 ove si potrebbe vedere quando il Pierluigi lasciò questo posto luminoso di primo de' maestri).
Nel 1554 Pierluigi pubblicò il suo primo libro di messe, dedicato al papa Giulio III, e il 13 gennaio 1555 fu ammesso dallo stesso pontefice tra i cantori della cappella papale (Cappella Musicale Pontificia Sistina) senza chiedere il consenso ai cantori stessi, che al contrario erano particolarmente gelosi del loro privilegio. Così, morto papa Giulio III e concluso il brevissimo regno anche del successore Marcello II, a settembre del 1555 il nuovo papa Paolo IV costrinse alle dimissioni tutti i cantori ammogliati (Leonardo Baré, Domenico Ferrabosco e lo stesso Giovanni Pierluigi), concedendo però loro una pensione. Il mese successivo Palestrina fu assunto come maestro di cappella della Cappella musicale Pia Lateranense; lascerà l'incarico nel 1560, portando via con sé anche il figlio Rodolfo, che era cantorino del coro. Dal marzo 1561, trovò un nuovo impiego presso la Basilica di Santa Maria Maggiore.
Risale forse a questo periodo la composizione della famosa Missa papae Marcelli, la cui importanza è legata alle riforme del Concilio di Trento.
Giovanni divenne intanto maestro del neonato Seminario Romano nel 1566, riuscendo nel contempo a prestare servizio anche per il Cardinale Ippolito II d'Este (1º agosto 1567 - marzo 1571).
La sua fama di compositore, già largamente attestata dai contemporanei, gli procurò offerte di lavoro dall'aristocrazia sia italiana sia straniera, alcune delle quali rifiutate; il duca Guglielmo Gonzaga fu tra i più grandi ammiratori e finanziatori di Palestrina, almeno dal 1568 sino 1587, anno in cui il duca morì. Nell'aprile del 1571, alla morte di Giovanni Animuccia, Palestrina tornò come maestro in Cappella Giulia, mantenendo l'incarico sino alla fine.
Tra il 1572 e il 1575, a causa di un'epidemia morirono il fratello Silla e i figli Ridolfo e Angelo. Nel 1580 morì la moglie Lucrezia; Giovanni inizialmente chiese e ottenne di prendere la tonsura, ma pochi mesi dopo sposò invece una ricca vedova romana, Virginia Dormoli, che aveva ereditato dal defunto marito una prospera attività di commercio di pellicce.
Negli ultimi anni di vita, Giovanni accrebbe ulteriormente la sua fama, e fu considerato il massimo compositore esistente. Morì il 2 febbraio 1594 e venne tumulato nella Basilica di San Pietro; ai suoi solenni funerali parteciparono molti celebri musicisti del tempo.

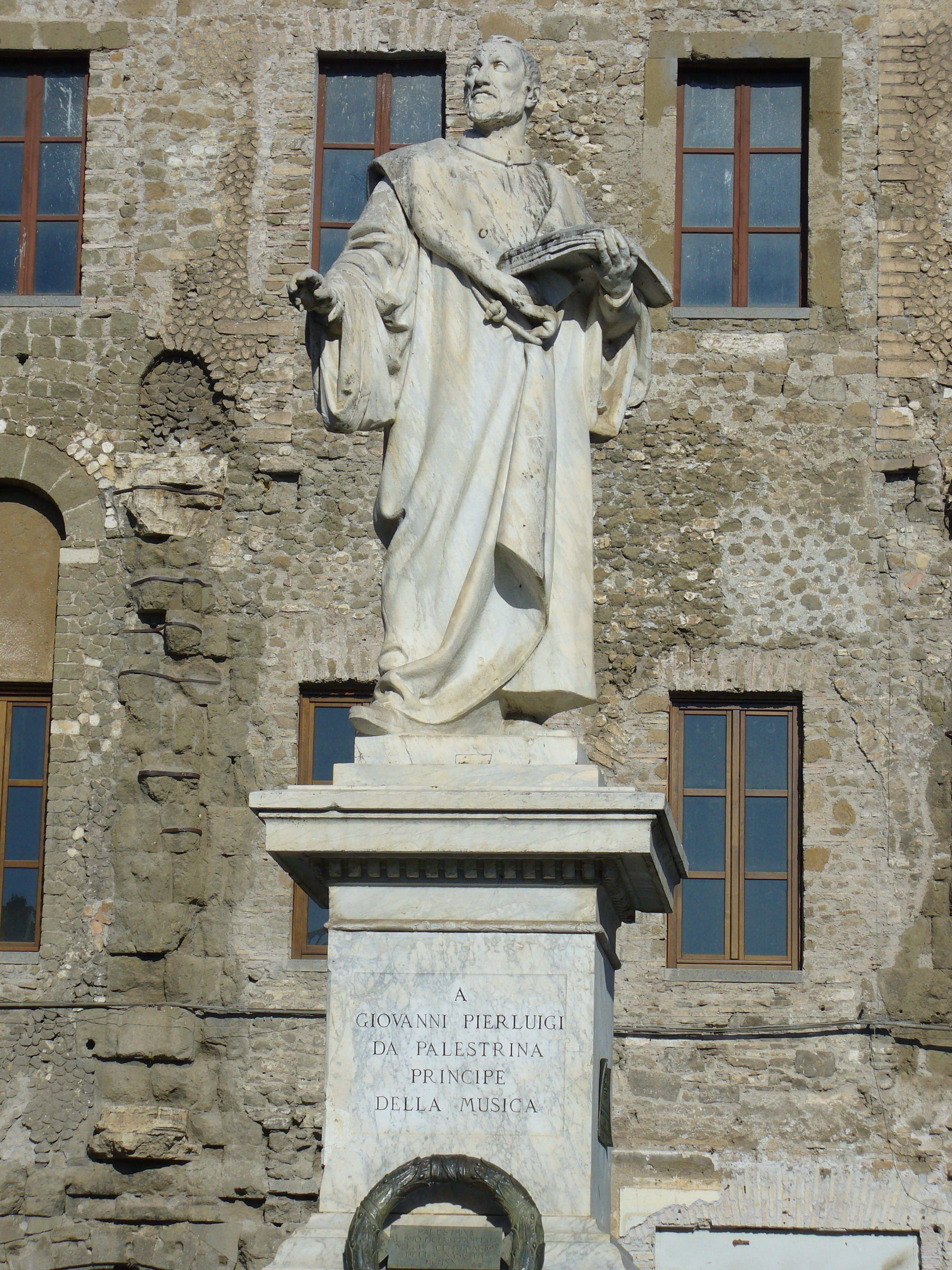
Statua dedicata al compositore, a Palestrina.

Palestrina fu celebre sia in vita sia dopo la sua morte; le sue composizioni assursero a modello insuperato della polifonia vocale sacra rinascimentale della Chiesa Romana e sono tutt'oggi un riferimento per lo studio della composizione, in particolare della tecnica del contrappunto. Fu un uomo dotato anche di grande senso pratico; grazie a una serie di scelte oculate, operate in momenti difficili della sua vita, condusse un'esistenza agiata.

## Composizioni
La produzione palestriniana, per la maggior parte sacra, fu cospicua, anche rispetto a quella di famosi e prolifici compositori dell'epoca, come Orlando di Lasso e Philippe de Monte. Scrisse circa 105 messe, superando ogni altro compositore contemporaneo; a questo numero già considerevole, si devono aggiungere oltre 300 mottetti, 68 offertori, almeno 72 inni, 35 magnificat, 11 litanie e 4 o 5 lamentazioni. Compose poi oltre 140 madrigali su testi sacri e profani. È stato il primo compositore del XVI secolo di cui sia stata pubblicata l'Opera omnia: la prima volta nell'Ottocento e un'altra volta nel Novecento; nonostante ciò, una serie di composizioni a lui attribuite tratte da fonti manoscritte rimangono di dubbia autenticità, e un catalogo delle opere di Palestrina non è ancora stato completato.
- 105 messe
- Oltre 300 mottetti
- 35 Magnificat
- 11 litanie
- 4 o 5 lamentazioni
- 42 madrigali spirituali
- 91 madrigali profani, non riconosciuti autografi da alcuni musicologi[9]
- 68 offertori
- almeno 72 Inni

La sua attitudine verso i madrigali era alquanto enigmatica: mentre nella prefazione alla sua collezione di mottetti Canticum canticorum (1584) rinunciò all'utilizzo di testi profani, solo due anni dopo decise di pubblicare il suo II libro di madrigali (alcuni di questi sono tra le sue composizioni più riuscite). Ha pubblicato solo due raccolte di madrigali con testi profani, una nel 1555 e un'altra nel 1586. Le altre due collezioni erano invece madrigali spirituali, un genere amato dai sostenitori della Controriforma.
Le messe di Palestrina mostrano come il suo stile si sia evoluto nel tempo. La sua Missa sine nomine sembra essere stata particolarmente apprezzata da Johann Sebastian Bach, il quale la studiò e interpretò attentamente nel periodo di composizione della sua ‘’Messa in Si minore’’. La maggior parte delle messe di Palestrina fu pubblicata in tredici volumi stampati tra il 1554 e il 1601, gli ultimi sette pubblicati postumi.

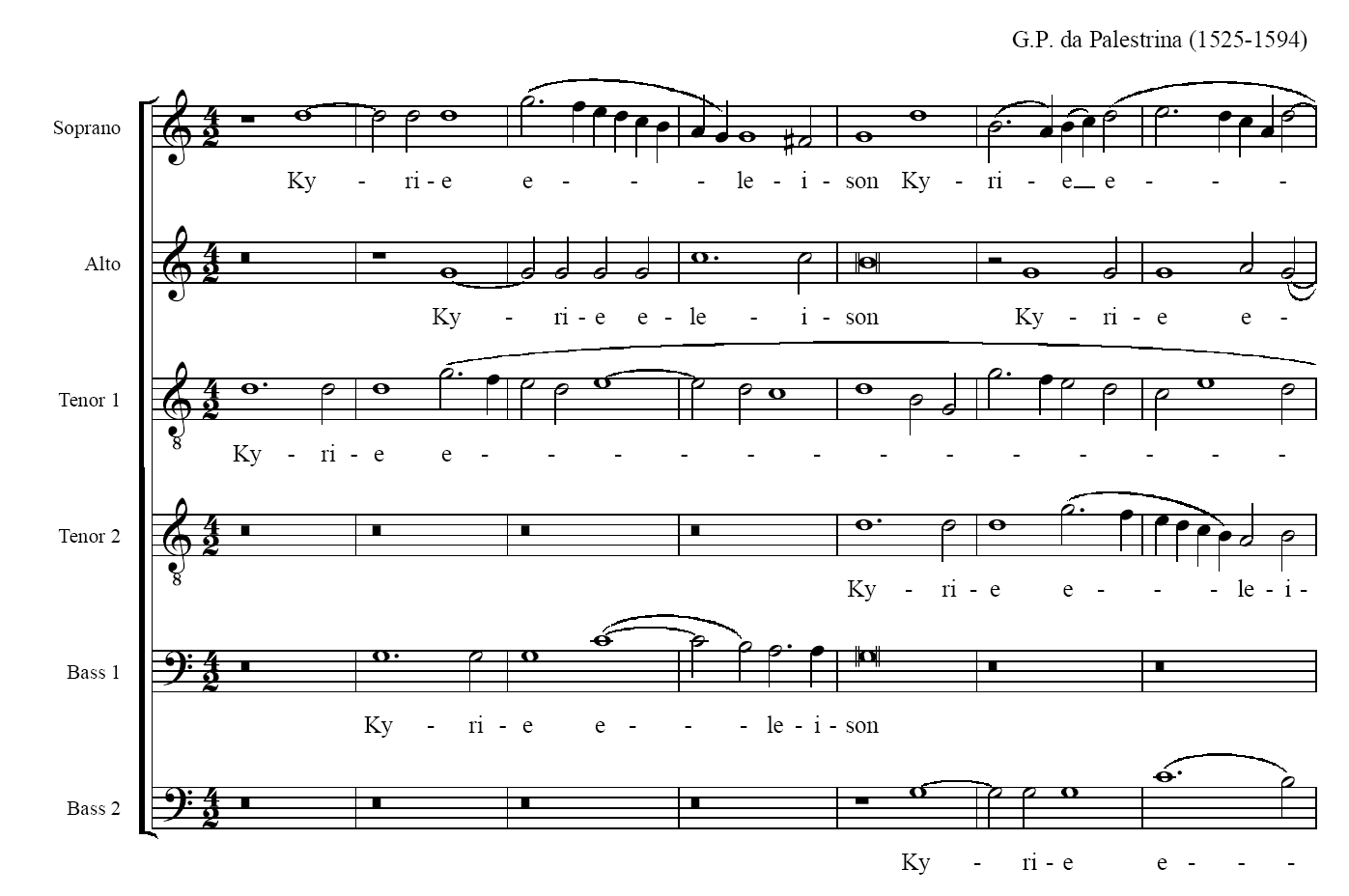
Messa di Papa Marcello - Kyrie

Una delle sue opere più importanti, la Missa papae Marcelli (5 parti della messa: Kyrie, Gloria, Credo, Sanctus e Agnus Dei), è stata storicamente associata a informazioni errate riguardanti il Concilio di Trento (1545-1563). Secondo questo racconto (che costituisce la base dell'opera di Hans Pfitzner, Palestrina), essa fu composta per convincere il Concilio di Trento che un divieto draconiano al trattamento polifonico del testo nella musica sacra non era necessario. Tuttavia, studi più recenti dimostrano che questa messa fu di fatto composta prima che i cardinali si riunissero per discutere del divieto, molto probabilmente intorno al 1562. I dati storici indicano come il Concilio di Trento, in quanto organo ufficiale, non avesse mai messo al bando alcuna musica sacra e non avesse emesso alcuna sentenza o dichiarazione ufficiale sull'argomento. Mentre le motivazioni compositive di Palestrina non sono note, egli potrebbe essere stato abbastanza consapevole della necessità di un testo intelligibile. In ogni caso il suo caratteristico stile rimase coerente all'impostazione liturgica sino alla fine della sua vita. Le ipotesi di Jerome Roche, secondo cui l'approccio apparentemente spassionato di Palestrina ai testi espressivi o emotivi potrebbe derivare dall'aver dovuto produrre molte opere su commissione oppure dal ritenere che qualsiasi eccessiva intensità di espressione fosse disdicevole nella musica sacra, appaiono frutto di un’interpretazione post-romantica dell'arte musicale. L'opinione rochiana sottovaluta infatti la possibilità che Palestrina abbia sempre voluto comporre musiche che fossero adatte alle occasioni liturgiche per le quali erano impiegati i testi da lui musicati.

## Personalità
Giovanni Pierluigi da Palestrina venne descritto dai suoi contemporanei come una persona coraggiosa e saggia, molto dedita alla famiglia, alle contingenze finanziarie e ai suoi doveri come direttore di coro e compositore. Lo stesso Palestrina in seguito adottò dal padre lo stesso atteggiamento di "rigore e vigilanza" nei confronti dei suoi figli e fratelli minori. Pare che da giovane avesse l'evidente desiderio di elargire i suoi talenti ovunque fosse necessario. Lo storico Leonardo Cecconi ha messo in evidenza la sua profonda fede religiosa, ricordando il cospicuo lavoro del compositore come organista presso la chiesa carmelitana del suo paese. Nonostante questa apparente devozione del giovane, Palestrina è descritto come persona dotata di forte personalità.
Tra il 1544 e 1545, Palestrina avrebbe acquisito la reputazione di un uomo la cui ambizione poteva essere pericolosa. Tale informazione è giunta a noi tramite il compositore e cantante pontificio spagnolo Cristóbal de Morales, che denunciò questo atteggiamento nella prefazione al suo secondo libro di messe rivolto a papa Paolo III. Questa gelosia mostrata troppo apertamente gli avrebbe però procurato nel 1545 una richiesta di congedo seguita da un trasferimento a Toledo nello stesso anno. Secondo il biografo Lino Bianchi, "questo tipo di accuse erano una pratica comune, tipica dell'atmosfera che prevaleva poi nelle sfere superiori delle chiese, ed ancor più nell'entourage della corte pontificia", che non autorizza in alcun modo a sottoscrivere tali critiche.
Altamente sensibile, è descritto come incapace di sopportare mediocrità, ristrettezza mentale o malevolenza, il che spiega decisioni inaspettate e cambiamenti improvvisi di rotta. Molto legato al proprio lavoro, in vita cercò a tutti i costi di vedere la sua opera pubblicata nella sua interezza.

## Lo stile "alla Palestrina"
Uno dei tratti distintivi della musica di Palestrina è che le dissonanze sono in genere relegate ai ritmi "deboli" in una certa misura. Ciò produsse un tipo di polifonia più uniforme e consonante che è oggi considerata caratteristica definitiva della musica del tardo Rinascimento, data la posizione di riguardo di Palestrina nei confronti dei compositori attivi in Europa in quel periodo.
Lo "stile palestriniano" insegnato in tempi odierni in qualsiasi corso di contrappunto rinascimentale si basa spesso sulla codificazione del compositore e teorico del XVIII secolo Johann Joseph Fux, pubblicata come Gradus ad Parnassum nel 1725. Citando Palestrina come suo modello, Fux divide il contrappunto in cinque specie (da qui il termine "contrappunto di specie"), progettato come esercizi per lo studente, dispiegando combinazioni ritmiche progressivamente più elaborate di voci, pur aderendo a rigorose esigenze armoniche e melodiche. Il metodo fu ampiamente adottato ed era la base principale dell'esercizio contrappuntistico nel XIX secolo, ma Fux aveva introdotto una serie di semplificazioni allo stile di Palestrina, in particolare l'uso obbligatorio di un cantus firmus a semibrevi, che furono corretti da autori successivi come Knud Jeppesen. La musica di Palestrina si conforma in molti modi alle regole di Fux, in particolare nella quinta specie, ma non si adatta al suo formato pedagogico.
L'intuizione principale, secondo cui lo stile "puro" di polifonia raggiunto da Palestrina seguiva una serie invariabile di requisiti stilistici e combinatori, era giustificata. Il manuale di Fux fu apprezzato dal suo contemporaneo Johann Sebastian Bach, il quale arrangiò egli stesso due delle messe di Palestrina per un’esibizione.
Secondo Fux, Palestrina aveva stabilito e seguito queste linee guida di base:
- Il flusso della musica è dinamico, non rigido o statico.
- La melodia dovrebbe contenere pochi salti tra le note (Jeppesen: "La linea è il punto di partenza dello stile di Palestrina").
- Se si verifica un salto, deve essere piccolo e immediatamente contrastato da un movimento per gradi congiunti nella direzione opposta.
- Le dissonanze devono essere limitate a ritardi, note di passaggio e tempi deboli. Se cadono su un tempo forte, devono essere immediatamente risolte, cioè riportate alla consonanza tramite movimento per grado congiunto di una voce.

Non menzionato da Fux, era il modo in cui il fraseggio musicale di Palestrina seguiva la sintassi delle frasi che stava mettendo in musica, qualcosa che non sempre veniva osservato dai compositori precedenti. Esempi elementari di questo sono movimenti musicali discendenti in correlazione a parole latine come “descendit” o di un momento musicale o cadenzale statico con parole come “de coelis”.

## Eredità e reputazione moderna
Palestrina occupò una posizione centrale nella musica sacra del secondo Cinquecento e divenne nei secoli successivi un modello classico della scrittura contrappuntistica (il cosiddetto stile alla Palestrina) e punto di riferimento obbligato nello studio della composizione.
Fu estremamente noto e ammirato sia in vita sia dopo la morte, quando la sua fama crebbe ulteriormente. Fra i suoi convinti ammiratori ci furono Johann Sebastian Bach, Ludwig van Beethoven, Robert Schumann, Johannes Brahms, Felix Mendelssohn, Richard Wagner, Claude Debussy e Giuseppe Verdi. La musica della scuola romana continuò a essere scritta nello stile di Palestrina (che nel XVII secolo divenne nota come Prima pratica) da suoi studenti come Giovanni Maria Nanino, Ruggero Giovannelli, Arcangelo Crivelli, Teofilo Gargari, Francesco Soriano e Gregorio Allegri. Già nel 1750, lo stile di Palestrina era ancora il riferimento per i compositori che lavoravano nella forma del mottetto, come si evince dalle Sei Antifone di Francesco Barsanti. 
Le ricerche su Palestrina condotte nel XIX secolo da Giuseppe Baini portarono nel 1828 alla pubblicazione di una monografia che accrebbe ulteriormente la sua fama e rafforzò la sua figura di "Salvatore della polifonia" durante le riforme del concilio di Trento. Nel XIX secolo Victor Hugo e molti romantici lo considerarono il padre di tutta la musica sacra. All'inizio del XX secolo Papa Pio X (con motu proprio del 1903) fece riferimento a diverse sue composizioni musicali religiose come esempio di perfezione.
La sua intramontabile arte è unanimemente riconosciuta ed è tuttora oggetto di studio. Sono state edite in tempi moderni diverse edizioni dei suoi opera omnia.
Il conservatorio di musica di Cagliari è intitolato in suo onore.

## Film
- Sulla vita e le opere del Palestrina nel 2009 è stato realizzato un film, Palestrina princeps musicae utilizzando per la colonna sonora soprattutto composizioni del musicista,[20] (ZDF / Arte 2009) con la regia del tedesco Georg Brintrup[21].

### Editoria musicale
- Ricercate sugli otto toni (Roma, Bibl. Corsiniana Mus. M 14) / Thesaurum absconditum (Roma, Bibl. Corsiniana Mus. S 10), a cura di Liuwe Tamminga, Andromeda Editrice, 2003, ISBN 88-88643-11-7
- The Style of Palestrina and the dissonance, 1927, revisionata 1946, Knud Jeppesen